# Embraer Lineage 1000
L'Embraer Lineage 1000 è un business jet bimotore a getto ad ala bassa prodotto dall'azienda brasiliana Embraer e lanciato il 2 maggio 2006.
Variante dell'Embraer 190, il Lineage è progettato come "extra-large" jet con 19 comodi posti a sedere.
Il 1000 Lineage è costruito soprattutto per il successo dell'aereo passeggeri Embraer E-190. Il cambiamento più grande del 1000 Lineage è l'aggiunta di serbatoi supplementari nella stiva di carico, collocata nel ponte inferiore, quasi raddoppiando l'autonomia dell'aviogetto, che vanta anche un sontuoso interno, diviso in 5 sezioni , tra cui un optional camera da letto, bagno con acqua, e un vano di carico walk-in nella parte posteriore. Un altro punto forte è la sezione di fusoliera, più grande rispetto agli altri business jet comparabili, come ad esempio il Gulfstream V e il Bombardier Global Express. Il 1000 Lineage è superato da altri business jet solo nello spazio disponibile: il Boeing 737 e le conversioni dell'Airbus A319.
Il 1000 Lineage ha ricevuto la certificazione dal Brasile del ANAC e dall'AESA nel dicembre 2008. Essa è stata certificata dalla Federal Aviation Administration USA il 7 gennaio 2009. Il primo aereo della produzione fu consegnato nel dicembre 2008.

## Utilizzatori

### Militari
Pakistan
- Pakistan Naval Air Arm

A luglio 2021, Islamabad ha assegnato a Leonardo un contratto per la conversione di tre Embraer Lineage 1000 in piattaforme in Maritime Patrolling Aircraft (MPA).  Nello specifico, il contratto prevede l’acquisizione di due velivoli (uno è già in carico alla Marina pakistana) e la relativa progettazione, installazione ed integrazione dei sistemi per la lotta ASW e di pattugliamento marittimo.  Il primo esemplare (non ancora modificato allo standard MPA) è stato consegnato nel settembre del 2021.